# Akiko Yano
Akiko Yano (japonès: 矢野 顕子)  (Tòquio, 13 de febrer de 1955) és una música, cantant i compositora de pop i jazz del Japó nascuda a Tòquio. Akiko Yano és considerada "un dels majors talents musicals del món de la música popular japonesa", i la seva veu i estil de cant han estat comparats amb altres artistes com la cantant britànica Kate Bush.
Akiko Yano és coneguda per la seva col·laboració amb la banda Yellow Magic Orchestra i amb els seus membres Ryuichi Sakamoto, Haruomi Hosono i Yukihiro Takahashi.